# Europe Cup (badminton)
De Europe Cup is het Europese kampioenschap voor badminton clubs uit Europa. Het toernooi werd voor het eerst gehouden in 1978 en werd opgericht door de European Badminton Union.
Regerend kampioen is het Russische NL Primorye Wladiwostok. Recordkampioen is het Deense Gentofte BK, dat tussen 1978 en 1986 zeven keer won.

## Opzet
De opzet van het toernooi is te vergelijken met de opzet van de Champions League bij het voetbal. Er wordt begonnen in groepen waarvan de grote per editie kunnen verschillen. Uit deze groepen stromen ploegen door dit zijn er variërend tussen de 8 en 4 ploegen die doorstromen naar de knock-outfase, vervolgens komen de ploegen via kwart en/of halve finales uit in de finale. In verschillende edities zijn er ook nog wedstrijden om de derde plek gehouden.
Een uitzondering op de toernooi-opzet was de eerste editie. De Europe Cup 1978 in Göppingen werd beslist in een finale poule. Iedere ploeg die deel uitmaakte van de poule speelde een wedstrijd tegen iedere tegenstander.

### Wedstrijd opzet
Een badminton wedstrijd in de Europe cup wordt gespeeld tussen twee ploegen. Er worden 7 verschillende wedstrijden gespeeld tussen de ploegen. Er worden twee dubbel spelen gespeeld, een heren en dames dubbel. Ook wordt er viermaal aangetreden voor een enkel spel, beide geslachten tweemaal. De laatste wedstrijd is het gemengd dubbel, dit wordt maar een keer gespeeld.
Tot 1999 werden ook echt alle zeven onderdelen gespeeld, na dat jaartal won de ploeg die als eerste vier van de zeven onderdelen gewonnen had.

## Jaargangen
| Jaar | Editie | Organiserende stad  | Land           |
| ---- | ------ | ------------------- | -------------- |
| 1978 | I      | Göppingen           | West-Duitsland |
| 1979 | II     | Haarlem             | Nederland      |
| 1980 | III    | Mülheim an der Ruhr | Duitsland      |
| 1981 | IV     | Kopenhagen          | Denemarken     |
| 1982 | V      | Edegem              | België         |
| 1983 | VI     | Parijs              | Frankrijk      |
| 1984 | VII    | Malmö               | Zweden         |
| 1985 | VIII   | Mülheim an der Ruhr | West-Duitsland |
| 1986 | IX     | Haarlem             | Nederland      |
| 1987 | X      | Villach             | Oostenrijk     |
| 1988 | XI     | Moskou              | Sovjet-Unie    |
| 1989 | XII    | Boedapest           | Hongarije      |
| 1990 | XIII   | San Javier          | Spanje         |
| 1991 | XIV    | Edegem              | België         |
| 1992 | XV     | Sofia               | Bulgarije      |
| 1993 | XVI    | Kristiansand        | Noorwegen      |
| 1994 | XVII   | Most                | Tsjechië       |
| 1995 | XVIII  | Kristiansand        | Noorwegen      |
| 1996 | XIX    | Haarlem             | Nederland      |
| 1997 | XX     | Lisburn             | Ierland        |

| Jaar | Editie | Organiserende stad  | Land       |
| ---- | ------ | ------------------- | ---------- |
| 1998 | XXI    | Most                | Tsjechië   |
| 1999 | XXII   | Dornbirn            | Oostenrijk |
| 2000 | XXIII  | Eindhoven           | Nederland  |
| 2001 | XXIV   | Uppsala             | Zweden     |
| 2002 | XXV    | Berlijn             | Duitsland  |
| 2003 | XXVI   | Uppsala             | Zweden     |
| 2004 | XXVII  | Haarlem             | Nederland  |
| 2005 | XXVIII | Issy-les-Moulineaux | Frankrijk  |
| 2006 | XXIX   | La Rinconada        | Spanje     |
| 2007 | XXX    | Amersfoort          | Nederland  |
| 2008 | XXXI   | Moskou              | Rusland    |
| 2009 | XXXII  | Sofia               | Bulgarije  |
| 2010 | XXXIII | Zwolle              | Nederland  |
| 2011 | XXXIV  | Zwolle              | Nederland  |
| 2012 | XXXV   | Pécs                | Hongarije  |
| 2013 | XXXVI  | Beauvais            | Frankrijk  |
| 2014 | XXXVII | Amiens              | Frankrijk  |

## Winnaars
| Jaar  | Eerste                    | Tweede                                                | Uitslag |
| ----- | ------------------------- | ----------------------------------------------------- | ------- |
| 1978  | Gentofte BK               | BV Mülheim                                            | 5–2     |
| 1979  | Gentofte BK               | BC Duinwijck                                          | 6–1     |
| 1980  | Wimbledon SBC             | Hvidovre BK                                           | 4–3     |
| 1981  | Gentofte BK               | BMK Aura Malmö                                        | 7–0     |
| 1982  | Gentofte BK               | BC Duinwijck                                          | 6–1     |
| 1983  | Gentofte BK               | BMK Aura Malmö                                        | 7–0     |
| 1984  | BMK Aura Malmö            | Gentofte BK                                           | 7–0     |
| 1985  | Gentofte BK               | BMK Aura Malmö                                        | 7–0     |
| 1986  | Gentofte BK               | BMK Aura Malmö                                        | 6–1     |
| 1987  | Triton BK Aalborg         | BMK Aura Malmö                                        | 4–3     |
| 1988  | SAC Omsk                  | BK Aalborg                                            | 4–3     |
| 1989  | Headingley BC             | Göteborgs BK                                          | 4–3     |
| 1990  | Göteborgs BK              | BC van Zundert-VELO                                   | 5–2     |
| 1991  | Stockholm Sparvagars GoIF | Headingley BC                                         | 5–2     |
| 1992  | BC Feibra Linz            | TBC Reykjavik                                         | 6–1     |
| 1993  | Lillerod BK               | Göteborgs BK                                          | 4–3     |
| 1994  | Lillerod BK               | Göteborgs BK                                          | 5–2     |
| 1995  | Lillerod BK               | Göteborgs BK                                          | 5–2     |
| 1996  | Kastrup-Magleby BK        | Technokhim Moskou                                     | 4–1     |
| 1997  | Hvidovre BK               | Technokhim Moskou                                     | 4–3     |
| 1998  | Kastrup-Magleby BK        | Technokhim Moskou                                     | 4–1     |
| 1999  | BC Eintracht Südring      | Sportschool van Zijderveld                            | 5–1     |
| 2000  | Kastrup-Magleby BK        | Fyrisfjädern Uppsala                                  | 5–2     |
| 2001  | Hvidovre BK               | Fyrisfjädern Uppsala                                  | 4–3     |
| 2002  | Lokomotiv Rekord Moskou   | Fyrisfjädern Uppsala                                  | 4–3     |
| 2003  | Lokomotiv Rekord Moskou   | Fyrisfjädern Uppsala                                  | 4–1     |
| 2004  | Greve Strands BK          | FC Langenfeld                                         | 4–1     |
| 2005  | Kastrup-Magleby BK        | BC Beuel                                              | 4–1     |
| 20061 | IBMC Issy-les-Moulineaux  | SC Meteor Dnjepropetrowsk Uniao Desportiva de Santana |         |
| 2007  | NL Primorye Vladivostok   | BC Amersfoort                                         | 4–2     |
| 2008  | NL Primorye Vladivostok   | Favorit Ramenskoje                                    | 4–1     |
| 2009  | Favorit Ramenskoje        | IBMC Issy-les-Moulineaux                              | 4–2     |
| 2010  | BC Saarbrücken            | Favorit Ramenskoje                                    | 4–2     |
| 2011  | BC Duinwijck              | Van Zundert Velo                                      | 4–2     |
| 2012  | NL Primorye Vladivostok   | Team Skælskør-Slagelse                                | 4–2     |
| 2013  | NL Primorye Vladivostok   | Team Skælskør-Slagelse                                | 4–1     |

1 De eerste winnaar van 2006, CB Rinconada, gebruikte een illegale speler in de finale. Na de schorsing werd de nummer twee als winnaar uitgeroepen en waren er voor het eerst twee clubs als tweede. Allebei de verliezende halvefinalisten werden als tweede aangewezen.

## Statistieken
|    | Club                    | Aantal | Titels                                   |
| -- | ----------------------- | ------ | ---------------------------------------- |
| 1. | Gentofte BK             | 7      | 1978, 1979, 1981, 1982, 1983, 1985, 1986 |
| 2. | Kastrup-Magleby BK      | 4      | 1996, 1998, 2000, 2005                   |
| 2. | NL Primorye Vladivostok | 4      | 2007, 2008, 2012, 2013                   |
| 4. | Lillerod BK             | 3      | 1993, 1994, 1995                         |
| 5. | Lokomotiv Rekord Moskou | 2      | 2002, 2003                               |
| 5. | Hvidovre BK             | 2      | 1997, 2001                               |

|    | Land       | Aantal |
| -- | ---------- | ------ |
| 1. | Denemarken | 18     |
| 2. | Rusland    | 7      |
| 3. | Zweden     | 3      |
| 4. | Duitsland  | 2      |
| 5. | Engeland   | 2      |

1978 · 
1979 · 
1980 · 
1981 · 
1982 · 
1983 · 
1984 · 
1985 · 
1986 · 
1987 · 
1988 · 
1989 · 
1990 · 
1991 · 
1992 · 
1993 · 
1994 · 
1995 · 
1996 · 
1997 · 
1998 · 
1999 · 
2000 · 
2001 · 
2002 · 
2003 · 
2004 · 
2005 · 
2006 · 
2007 · 
2008 · 
2009 · 
2010 · 
2011 · 
2012 · 
2013 · 
2014 · 
2015